# Cornelia Vospernik
Cornelia Vospernik, avstrijska novinarka, * 1969, Beljak. 
Dela kot dopisnica iz Rima za ORF. Njen oče je slovenski kulturni in politični delavec Reginald Vospernik. Odraščala je v dvojezični družini (slovensko in nemško). Leta 1994 je v Gradcu končala študij prevajalstva za slovenski in italijanski jezik. Že pri 15 letih je pričela s sodelovanjem v koroškem oddelku ORF. Leta 2008 je objavila knjigo China Live: Alltagsleben zwischen Tradition und Hightech. Leta 2010 je prejela nagrado Felix Ermacora za poročanje o kršenju človekovih pravic na Kitajskem.